# Kill the Young
Kill the Young est un groupe de rock indépendant britannique, originaire de la région de Congleton, dans le Cheshire East, en Angleterre. Il est composé de trois frères, Tom, Dylan et Oliver Gorman. Le nom du groupe se veut délibérément provocateur : il souligne la pression exercée par la société de consommation sur les jeunes.

## Biographie
Depuis la sortie de leur premier album éponyme fin 2005, Kill the Young a vendu plus de 25 000 unités en France, 50 000 en Europe et a terminé une tournée de 140 dates en jouant à guichets fermés à l'Élysée-Montmartre de Paris[réf. nécessaire]. 
Ses expériences live aux côtés d'artistes comme Placebo, Depeche Mode, Kaiser Chiefs, Franz Ferdinand et sur des festivals tels que les Transmusicales de Rennes, Solidays, T in the Park en Angleterre, le Paleo Festival en Suisse, Les Nuits Botanique en Belgique, ou The Music in My Head aux Pays-Bas, donnent au groupe une solide réputation scénique et une dimension internationale. Le groupe lance ensuite à son tour des groupes, tels que The Elderberries.
Le groupe sort son deuxième album le 24 septembre 2007 chez Discograph. Proud Sponsors of Boredom, produit par Dimitri Tikovoï (Placebo, Goldfrapp, John Cale, Alpinestars (en), Marc Almond…), est mixé par Jacquire King qui s'est occupé du dernier album de Kings of Leon (No 1 des ventes en Angleterre à sa sortie) mais aussi des albums de Modest Mouse, Be Your Own Pet et Good Charlotte. Tout l'univers graphique et visuel de l'album sera réalisé par Juno Studio en Angleterre, responsable entre autres des albums d'Arctic Monkeys, The Dead 60s, et The Coral.  Le premier single We Are the Birds and the Bees and We Are the Telephone Trees sort en Angleterre le 13 août 2007 avec des remixes de South Central (remixeur de Boy Kill Boy, Twisted Charm, The Sunshine Underground, Shitdisco, Metronomy…) et de Sex Schon (remixeur d'Inflagranti, Bermuda Triangle, Play Paul, The Replicants, Think Twice…) sur le label avant-gardiste Art Goes Pop. 
Kill the Young entame une grande tournée à l'automne 2007, après un concert le 18 septembre à La Cigale avec en special guest The Bishops et d'autres invités surprises.
En 2011, le groupe sort le troisième album studio Thicker than Water. Cet album est plutôt bien accueilli par les critiques,. 
Sans maison de disques, le groupe décide de s’associer avec Pledge Music afin de faire financer le quatrième album par ses fans,. En 2014, ils tournent en Europe (en France du 23 mars au 21 mai) pour la sortie de l'album Fingers for Guns. Ils effectuent, entre autres, un concert acoustique au Bus Palladium le 18 juin 2014.

## Membres
- Tom Gorman - voix, guitare
- Dylan Gorman - basse, chœurs
- Oliver Gorman - batterie, chœurs, claviers

## Discographie

### Albums studio
- 2005 : Kill the Young

1. Follow, Follow
2. Origin Of Illness
3. No Problems
4. Addiction
5. Fragile
6. Do You Notice
7. All The World
8. No Heroes
9. Sail Away
10. Change The Record
11. Kill Your Young

- 2007 : Proud Sponsors of Boredom (Discograph)

1. All By My Self (Part I)
2. Saturday Soldiers
3. Shes got it all
4. Biting the bullet
5. We are the Birds and the Bees, we are the Telephone Trees
6. Mis-education
7. TV shows
8. Skin and bones
9. Dial for saviour
10. Travesty
11. Nothing left to write
12. When the sun dies
13. All By My Self (Part III)

- 2011 : Thicker than Water (Volvox Music)

1. I Don't Want to Fight With You Anymore
2. One and Only
3. You've Got to Promise Me
4. Darwin Smiles
5. The Argument
6. Goodbye Chris (I Found a Cure For The Broken Hearted)
7. Spinning
8. The Missing Link
9. You, Me & God
10. Who Bit You ?
11. Is it Any Wonder ?
12. I Am a Martyr
13. Will You Change For Me ?

- 2014 : Fingers for Guns (Volvox Music)

1. Bad Bones
2. Gotta Move On
3. Born In The Real World
4. Pilot Light
5. Ain't Nobody Gonna Tell Me Why
6. Punch Drunk
7. Fingers For Guns
8. Love Is A Lie
9. This Town
10. Money/Power/Money
11. Medecine Beach
12. Home Is Where My Heart Is

### Singles
- 2005 : Origin of Illness
- 2006 : Addiction (2006)
- 2007 : We Are the Birds and the Bees and We Are the Telephone Trees